# 1942 en chimie
Cet article présente les faits marquants de l'année 1942 en chimie.

## Évènements
- Des scientifiques américain découvrent le cyanoacrylate en cherchant des matières plastiques transparentes adaptées à la fabrication de lunettes de visées ; ils abandonnent le produit, jugé trop collant. En 1951, Harry Coover (en) et Fred Joyner des laboratoires Kodak redécouvrent le produit et le commercialisent sous la marque Super Glue[1].

## Prix
- Médaille Garvan-Olin : Florence B. Seibert[2]
- ACS Award in Pure Chemistry : John Lawrence Oncley (en)[3]
- Médaille Davy : Cyril Norman Hinshelwood en reconnaissance de son travail remarquable sur le mécanisme des réactions chimiques[4],[5].
- Médaille William-H.-Nichols : Duncan A. MacInnes[6]

## Naissances
- 27 février : Robert Grubbs, chimiste américain, prix Nobel de chimie en 2005.
- 24 mai : James Fraser Stoddart, chimiste écossais.
- 1er juillet : Julia Higgins, chimiste et physicienne britannique.
- 28 juillet : Esteban Chornet, ingénieur-chimiste et entrepreneur québécois.
- 13 septembre : Olivier Kahn (mort en 1999), chercheur en chimie français.

## Décès
- 8 février : Arthur Michael (né en 1853), chimiste organicien américain.
- 10 mars[7] : Sir William Henry Bragg (né en 1862), physicien et un chimiste britannique, prix Nobel de physique en 1915[8].
- 3 août[9] : Richard Willstätter (né en 1872), chimiste allemand.
- 3 septembre : Max Bodenstein (né en 1871), physicien allemand et considéré comme le fondateur de la cinétique chimique.